# شورای عالی هماهنگی اقتصادی سران قوا
شورای‌عالی هماهنگی اقتصادی سران قوا برای تصمیم‌گیری دربارهٔ معضلات اساسی اقتصاد کشور تشکیل شده و اکنون دربارهٔ امور اساسی کشور به جای نهادهایی چون هیئت دولت، مجلس شورای اسلامی، بانک مرکزی، شورای عالی امنیت ملی تصمیم‌گیری می‌کند. دبیر این شورا نیز از شهریور ۱۴۰۰ محسن رضایی است.

## تاریخچه
ایده تشکیل این شورا در نشست سران قوا با سید علی خامنه‌ای رهبر جمهوری اسلامی ایران در هشتم اردیبهشت ۱۳۹۷ با تأکید بر «تشکیل اتاق جنگ اقتصادی» مطرح شده بود. نخستین جلسه شورای‌عالی هماهنگی اقتصادی روز ۵ خرداد ۱۳۹۷ برگزار شد.

## اهداف
هدف از تشکیل شورای‌عالی هماهنگی اقتصادی سران قوا، تصمیم‌گیری دربارهٔ اصلی‌ترین مسائل اقتصادی کشور، رسیدگی به بحران‌های اقتصادی با هدف مقابله با تأثیر تحریم‌های ایالات متحده علیه ایران و ایجاد شرایط ویژه و حمایت‌های ویژه برای دولت جمهوری اسلامی ایران در امور اقتصادی عنوان شده‌است.
همچنین دستور کارهای اساسی این شورا به شرح زیر عنوان شده‌است:
1. اوضاع بانکی
2. اشتغال و سرمایه‌گذاری
3. رسیدگی به وضع محرومان و مستضعفان
4. بودجه و انضباط مالی
5. حمایت از تولید ملی و کالای ایرانی
6. چاره‌اندیشی برای هرگونه احتمال در برجام

## اعضاء
رئیس‌جمهور، رئیس قوه قضائیه، رئیس مجلس شورای اسلامی به‌طور مشترک ریاست این شورا را بر عهده دارند. بر اساس جلسه نخست «شورای‌عالی هماهنگی اقتصادی قوای سه‌گانه»، این شورا، شورایی ۱۲نفره و متشکل بوده از:
1. رئیس‌جمهور
2. رئیس قوهٔ قضائیه
3. رئیس مجلس شورای اسلامی
4. معاون اول رئیس قوه قضائیه
5. دادستان کل کشور
6. معاون اول رئیس‌جمهور
7. وزیر امور اقتصادی و دارایی
8. رئیس سازمان برنامه و بودجه کشور
9. معاون اقتصادی رئیس‌جمهور
10. رئیس کمیسیون اقتصادی مجلس شورای اسلامی
11. رئیس کمیسیون برنامه و بودجه و محاسبات مجلس شورای اسلامی
12. رئیس مرکز پژوهش‌های مجلس شورای اسلامی

- در جلسات بعد ۵ عضو دیگر به این شورا اضافه شدند:[۶][۲][۵][۵]

1. وزیر امور خارجه
2. رئیس‌کل بانک مرکزی
3. وزیر کشور
4. دبیر شورای عالی امنیت ملی
5. رئیس دفتر رئیس‌جمهور
6. معاون سیاسی دفتر رئیس‌جمهور